# Janni Arnth
Janni Arnth Jensen (født 15. oktober 1986) er en  dansk tidligere fodboldspiller, som sidst spillede som forsvarsspiller for Rangers W.F.C. i den skotske Scottish Women's Premier League. Hun spillede tidligere for Fiorentina, Arsenal W.F.C., Linköpings FC og for Fortuna Hjørring i Elitedivisionen. Hun vandt mesterskaber med Fortuna Hjørring x3, Linköpings FC, Arsenal WFC og Rangers WFC.  
I perioden 2010–2020 var hun en del af Danmarks kvindefodboldlandshold og fik i alt 93 landskampe, hvor hun scorede to mål. Hun debuterede i en kamp mod Chile i januar 2010. Hun deltog i EM 2013 og EM 2017, hvor Danmark fik sølv. Hun var vice-anfører for Danmark. 
I september 2022 år meddelte hun, at hun indstillede sin aktive karriere. Hun har UEFA A-trænerlicens. Hun har en bachelor i Erhvervøkonomi fra Aalborg Universitet.

## Hæder

### Klub
Fortuna Hjørring
Vinder
- Elitedivisionen: 2009–10

Toer
- Elitedivisionen: 2011–12, 2012–13
- DBU-pokalen: 2012–13

Linköpings FC
Vinder
- Damallsvenskan:  2016, 2017

Vinder
- Svenska Cupen: 2013–14